# Viola munozensis
Viola munozensis är en violväxtart som beskrevs av Wilhelm Becker. Viola munozensis ingår i släktet violer, och familjen violväxter. Inga underarter finns listade i Catalogue of Life.